# Ремизова, Александра Исааковна
Александра Исааковна Ремизова (16 мая 1903, Тбилиси, — 20 ноября 1989, Москва) — русская и советская актриса, театральный режиссёр, педагог. Народная артистка РСФСР (1957).

## Биография
Александра Ремизова родилась в семье врача. Училась в харьковской гимназии, по окончании которой занималась в драматической студии под руководством Вильнера при театре Н. Н. Синельникова.
В 1920 году Ремизова поступила в Мансуровскую студию, в том же году ставшую 3-й студией МХТ, а в дальнейшем — Театром им. Евг. Вахтангова. В этом театре Ремизова служила до конца жизни, в начале 1920-х играла в поставленных Евгением Вахтанговым спектаклях «Чудо святого Антония» М. Метерлинка, «Свадьба» А. П. Чехова и «Принцесса Турандот» К. Гоцци. В дальнейшем ярко заявила о себе как острохарактерная актриса, среди лучших ролей — Мария Токарчук в «Интервенции» Л. Славина.
Со второй половины 1930-х годов Александра Ремизова занималась преимущественно режиссурой, дебютным для неё стал спектакль «Флорисдорф» по пьесе Ф. Вольфа (1936) — совместная постановка с П. Антокольским.
В годы Великой Отечественной войны Ремизова была режиссёром фронтового филиала Театра им. Евг. Вахтангова, — вместе с бойцами 1-го Украинского фронта филиал прошёл путь от Сталинграда до Берлина.
Среди наиболее известных спектаклей, поставленных Ремизовой, — «Перед заходом солнца» Г. Гауптмана, с Михаилом Астанговым в главной роли, «Идиот» по Ф. М. Достоевскому, «Насмешливое мое счастье» Л. Малюгина, «На всякого мудреца довольно простоты» А. Н. Островского.
Как режиссёр Александра Ремизова работала со многими выдающимися театральными художниками, в том числе с В. Рындиным, В. Дмитриевым, И. Сумбаташвили, но любимым её художником был Николай Акимов, оформивший, в частности, спектакль «На всякого мудреца довольно простоты». В свою очередь, Ремизова поставила несколько спектаклей в Театре Комедии Акимова.

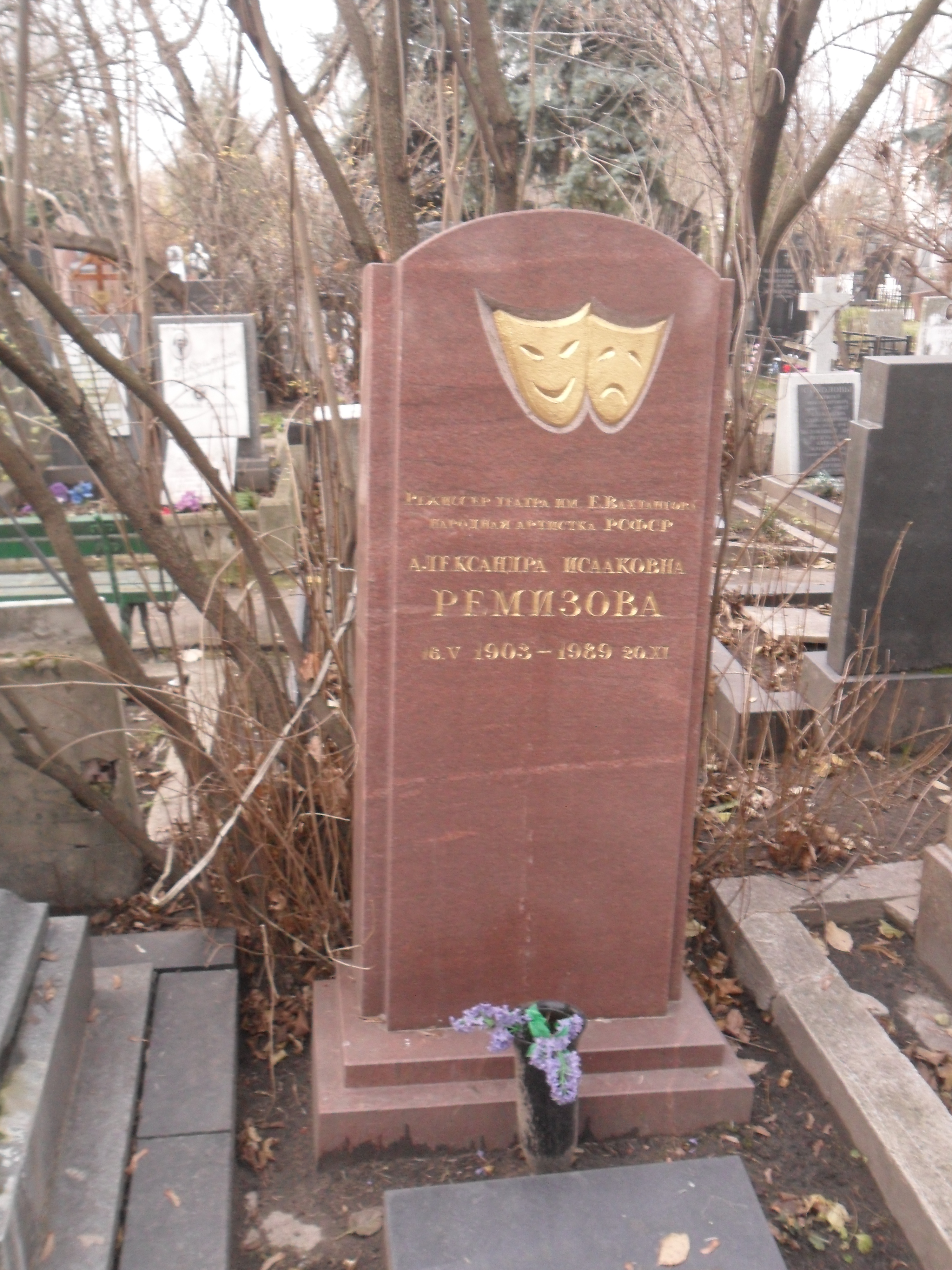
Могила Ремизовой на Новодевичьем кладбище Москвы.

На протяжении ряда лет Ремизова преподавала актёрское мастерство в Театральном училище им. Б. В. Щукина.
Похоронена на Новодевичьем кладбище (участок 2, ряд 10, место 13.

## Почетные звания
- Заслуженная артистка РСФСР (16.12.1946)
- Народный артист РСФСР (1957)
- Орден Трудового Красного Знамени (27.10.1967)

## Творчество

### Актёрские работы в театре
- 1921 — «Чудо святого Антония» М. Метерлинка. Постановка Е. Вахтангова — гостья
- 1921 — «Свадьба» А. П. Чехова. Постановка Е. Вахтангова — гостья
- 1922 — «Принцесса Турандот» К. Гоцци. Постановка Е. Вахтангова — Зелима
- 1924 — «Комедии Мериме». Постановка А. Попова — Перичолла
- 1924 — «Лев Гурыч Синичкин» Д. Т. Ленского — Варя
- 1928 — «Зойкина квартира» М. Булгакова — 3-я безответственная дама
- 1929 — «Заговор чувств» Ю. Олеши — Зиночка
- 1933 — «Интервенция» Л. Славина. Постановка Р. Симонова — Мария Токарчук
- 1934 — «Человеческая комедия» по О. Бальзаку. Постановка А. Козловского и Б. Щукина — Коралли

### Театральные постановки
Театр им. Е. Вахтангова
- 1936 — «Флорисдорф» Ф. Вольфа (совместно с П. Антокольским)
- 1940 — «Опасный поворот» Д. Б. Пристли (совместно с А. Горюновым)
- 1941 — «Перед заходом солнца» Г. Гауптмана. Художник В. Дмитриев
- 1946 — «Кому подчиняется время» братьев Тур, Льва Шейнина
- 1947 — «Приезжайте в Звонковое» А. Корнейчука
- 1948 — «Все мои сыновья» А. Миллера
- 1950 — «Отверженные» по мотивам романа В. Гюго. Художник Н. Акимов
- 1952 — «В наши дни» А. Софронова (совместно с Р. Симоновым)
- 1953 — «Европейская хроника» А. Арбузова (совместно с Р. Симоновым)
- 1954 — «Перед заходом солнца» Г. Гауптмана (новая редакция)
- 1955 — «На золотом дне» по Д. Мамину-Сибиряку. Художник С. Ахвледиани
- 1956 — «Одна» С. Алёшина
- 1958 — «Идиот» по роману Ф. М. Достоевского (инсценировка Ю. Олеши). Художник И. Рабинович
- 1960 — «Дамы и гусары» А. Фредро. Художник С. Ахвледиани
- 1960 — «Пьеса без названия» А. П. Чехова
- 1962 — «Чёрные птицы» Н. Погодина
- 1963 — «Железный ангел» П. Нилина
- 1964 — «Миллионерша» Б. Шоу. Художник Н. Акимов
- 1965 — «Насмешливое мое счастье» Л. Малюгина. Художник С. Ахвледиани
- 1968 — «На всякого мудреца довольно простоты» А. Н. Островского. Художник Н. Акимов
- 1985 — «Ключ к сновидениям»[1]

Фронтовой филиал Театра им. Вахтангова
- 1942 — «Свадебное путешествие» В. Дыховичного и М. Слободского (совместно с А. Габовичем)
- 1942 — «Наш корреспондент» М. Меттера и Л. Левина (совместно с А. Габовичем и А. Орочко)
- 1943 — «Добро пожаловать!» А. Штейна и З. Аграненко
- 1944 — «Где-то в Москве» В. Масса и М. Червинского (совместно с А. Габовичем)[1]

Театр Комедии
- 1944 — «На бойком месте» А. Островского (совместно с Н. Акимовым)
- 1947 — «О друзьях-товарищах» (совместно с Н. Акимовым)
- 1961 — «Милый обманщик» («Милый лжец») Дж. Килти
- 1973 — «Игра с кошкой»

### Работы на телевидении
- «Тупейный художник» по Н. Лескову (телеспектакль, совместно с Л. Федотовым)
- «Человек идет вперед» (телеспектакль)
- «Бабушкин роман» (телеспектакль)[1]